# Gare de Bryne
La gare de Bryne (en norvégien : Bryne stasjon), est une gare ferroviaire norvégienne, de la  ligne de Jær. Elle est située à Bryne sur le territoire de la commune de Time, dans le Comté de Rogaland en région Vestlandet. 
Mise en service en 1878, c'est une gare de la Norges Statsbaner (NSB) desservie par des trains rapides et locaux. Elle est à 29,58 km  de Stavanger et à 569,30 km  d'Oslo.

## Situation ferroviaire
Établie à 6 mètres d'altitude, la gare de Bryne est située sur la ligne de Jær entre les gares de Nærbø et de Klepp.

## Histoire
La gare de Bryne a ouvert en 1878 lorsque la Jærbanen fut mise en service.. La gare actuelle a été rénovée et modernisée.

## Service des voyageurs

### Accueil
C'est une gare ferroviaire disposant d'un bâtiment voyageurs ouvert du lundi au vendredi. Elle est notamment équipée d'une salle d'attente, de deux automates pour l'achat de titres de transport et d'une consigne à bagages. Un kiosque et café sont installés à côté de la gare.

### Desserte
Bryne est desservi par des trains rapides en direction d'Oslo et de Stavanger, et de trains locaux en direction d'Egersund et de Stavanger.

### Intermodalité
Un parking pour les véhicules et un cadre pour les vélos y sont aménagés. À proximité se trouvent une station de taxi et un arrêt de bus.